# Liste der Monuments historiques in Langoëlan
Die Liste der Monuments historiques in Langoëlan führt die Monuments historiques in der französischen Gemeinde Langoëlan auf.

## Liste der Bauwerke
| Bezeichnung       | Beschreibung              | Standort | Kennzeichnung | Schutzstatus | Datum | Bild           |
| ----------------- | ------------------------- | -------- | ------------- | ------------ | ----- | -------------- |
| Kirche St-Barnabé | Erbaut im 16. Jahrhundert | (Lage)   | PA00091333    | Inscrit      | 1925  | weitere Bilder |

## Liste der Objekte
- Monuments historiques (Objekte) in Langoëlan in der Base Palissy des französischen Kultusministeriums